# 株洲厅
株洲厅，清朝末年设置的厅。
光绪三十四年（1908年），析湘潭县置，治所在今湖南省株洲市。属长沙府。设株洲巡司，开有商埠。1912年废。 